# Distretto Nordoccidentale (Botswana)
Il distretto Nordoccidentale (ufficialmente North-West District, in inglese) è uno dei nove distretti del Botswana. Il distretto è stato costituito nel 2001 unendo i distretti di Chobe e di Ngamiland.	
Confina a nord con la regione namibiana di Caprivi e per un tratto brevissimo con lo Zambia (provincia Occidentale), a est con la provincia dello Zimbabwe di Matabeleland North, a sud est con il distretto Centrale, a sudovest con il distretto di Ghanzi e la regione namibiana di Omaheke, a ovest con la regione namibiana di Otjozondjupa e a nord ovest con quella di Kavango.